# Crocifisso di Botticino
Il Crocifisso di Botticino è un crocifisso in legno (91x80 cm) di Maffeo Olivieri con policromia di Paolo da Caylina il Giovane, databile a dopo il 1517 e conservato nel Museo diocesano di Brescia, nella sala V.

## Storia
Nel 1517, la Scuola del Santissimo Sacramento attiva nella chiesa di Santa Maria Assunta a Botticino Sera sottoscrive un contratto con il pittore Paolo da Caylina il Giovane per l'esecuzione dei affreschi della cappella della scuola, dedicata appunto al Santissimo Sacramento. In una delle ultime clausole viene stabilito che il pittore consegnasse, in aggiunta, "uno crucifixo relevato et messo a olio".
Il documento, pubblicato per la prima volta nel 1977 da Camillo Boselli, è da interpretare come la commissione del crocifisso in questione e testimonia oltretutto come il Caylina, nel primo ventennio del Cinquecento, svolgesse per le chiese della provincia il ruolo di completo appaltatore delle decorazioni, da quelle pittoriche a quelle scultoree, fin quasi agli arredi. L'opera lignea viene quindi realizzata e appesa all'Arco Santo della cappella.
Nel corso dei secoli subisce varie modifiche, tra cui due ridipinture, una forse attorno al 1580 e una nel Settecento, e la sostituzione del crocifisso retrostante il Gesù scolpito con una nuova croce barocca, anch'essa settecentesca. Finito poi in magazzino, viene rintracciato nel 1977 in occasione del generale restauro della chiesa: riconosciutone il valore, viene restaurato e infine trasferito nel Museo diocesano di Brescia alla fine del Novecento.

## Descrizione
Del crocifisso è pervenuta solamente la scultura del Gesù, mentre il supporto retrostante è andato perduto con la sostituzione settecentesca. La statua presenta un'evidente sproporzione tra la dimensione delle gambe e del busto, segno della collocazione per la quale l'opera era stata concepita, cioè appesa all'ingresso della cappella e, pertanto, da vedere dal basso.
Il restauro novecentesco ha asportato le due ridipinture che avevano coperto la policromia originale, quasi completamente recuperata e riguardante l'intera scultura.

## Stile
Il crocifisso, soprattutto dopo la pubblicazione del contratto con il Caylina e l'intervento di restauro, è stato assegnato con ampia certezza a Maffeo Olivieri: lo scultore era infatti strettamente legato al Caylina, tanto che quest'ultimo fu tra gli stimatori delle opere lasciate dall'Olivieri nella sua bottega al momento della morte. Appare quindi molto verosimile che, dopo la stipulazione del contratto con i parrocchiani di Botticino, il pittore abbia girato all'Olivieri il compito di eseguire il crocifisso e, a lavoro ultimato, si sia limitato a dipingerlo. La policromia originale, emersa nel restauro, è infatti pienamente attribuibile al Caylina, che nell'incarnato plumbeo riprodotto sulla statua rivela una chiara derivazione dai modi di Vincenzo Foppa.
Il crocifisso di Botticino è la più antica testimonianza databile e documentata dell'attività di Maffeo Olivieri nel bresciano e, di conseguenza, una delle opere capitali della manifattura lignea locale. In aggiunta, grazie alla quasi integrale conservazione dell'originale policromia, rappresenta un importantissimo documento storico per documentare le modalità d'esecuzione in questo campo.
Un crocifisso quasi identico, anche nelle dimensioni, si trova nella chiesa parrocchiale di Erbusco e numerose affinità si riscontrano nel crocifisso della parrocchiale di Lograto, più monumentale. Di misure simili, ma più muscoloso e nervoso, è invece il crocifisso della parrocchiale di Brandico, il quale ha inoltre completamente perso l'originale policromia a causa di problemi di umidità.